# Armoriale delle famiglie italiane (Te-Ti)
Questo è l'armoriale delle famiglie italiane il cui cognome inizia con le lettere che vanno da Te a Ti.

## Armi

### Tea
| Stemma | Casato e blasonatura |
| ------ | --- |
|        | Tealdo (Mondovì) D'azzurro, alla fascia scaccata d'oro e di rosso, di tre file, accompagnata da tre stelle d'oro, due in capo e una in punta (citato in SUBL) |

### Teb
| Stemma | Casato e blasonatura |
| ------ | --- |
|        | Tebaldi (Pistoia) D'oro, alla sbarra vaiata di rosso e d'argento (citato in ASFI)                                                                        |
|        | Tebaldini (Toscana) (DE) In Rot 4 silberne Balken (citato in KHIF)                                                                                       |
|        | Tebalducci o Tebalducci Giacomini (Toscana) (DE) In Rot 1 goldener Schrägbalken, oben begleitet von 1 fünflätzigen blauen Turnierkragen (citato in KHIF) |
|        | Tebertelli (Pistoia) Losangato d'oro e di nero, alla fascia attraversante d'argento (citato in ASFI)                                                     |

### Tec
| Stemma | Casato e blasonatura |
| ------ | --- |
|        | Teccio (Biella) Titolo: conti di Bajo D'argento a nove fiaccole, di nero, infiammate di rosso, legate a ventaglio, in gruppi di tre, 2, 1 Motto: Levi compellis aura (citato in SUBL) |
|        | Tecco (Boves, Torino) Titolo: barone D’azzurro, alla palma di verde, movente dalla punta, e accompagnata nel cantone destro del capo dalla mezzaluna turca e in quello sinistro dalla stella d’Italia (citato in SUBL e in ARCN) albero di palma di verde uscente dalla punta accompagnato nel canton sinistro del capo da - una luna montante di argento e nella destra da una stella (5 raggi) dello stesso tutto su azzurro (citato in LEOM) Motto: Praecellentia in benemerentia |
|        | Tecini (Merano, Bolzano) Aquila di nero sull'oro del troncato di oro e di rosso - 2 losanghe e 2 mezze losanghe di argento accollate in fascia sul rosso (citato in LEOM) Troncato: nel 1° d'oro, all'aquila di nero, rostrata e armata del campo, linguata di rosso; nel 2° d'argento a sei mezzi rombi di rosso, tre uscenti dal capo e tre uscenti dalla punta coi vertici uniti. (citato in Enciclopedia Storico-Nobiliare Italiana, vol. 6, p. 563                              |

### Ted
| Stemma | Casato e blasonatura |
| ------ | --- |
|        | Tedaldi (Pistoia) Palato di sei pezzi d'oro e di verde (citato in ASFI) |
|        | Tedaldi (Firenze) Inquartato decussato d'argento e d'azzurro (citato in ASFI) (DE) Silber-blau schräggeviert (citato in KHIF) |
|        | Tedaldi (Firenze) Di…, al rincontro di bue di… (citato in ASFI) |
|        | Tedaldi (Firenze) D'oro, a quattro palle d'azzurro, 2.2 (citato in ASFI) alias D'oro, a tre gemelle in fascia di rosso, alternate a quattro palle d'azzurro, 2.2 (citato in ASFI) alias D'oro, a tre gemelle in fascia di rosso, e al leone attraversante d'azzurro (citato in ASFI) alias (DE) In Gold 6 rote Leisten, überdeckt von 1 rotgezungten blauen Löwen (citato in KHIF) |
|        | Tedaldi (Firenze, Cremona) fasciato d'oro e di rosso, al leone d'azzurro, attraversante (citato in BLCR) Immagine in Blasonario Cremonese (archiviato dall'url originale il 7 aprile 2014). |
|        | Tedaldi (Fidenza, Parma, Busseto) aquila coronata di nero sull'oro del troncato di oro e di rosso - scaglione partito di argento e di azzurro sul rosso (citato in LEOM) |
|        | Tedaldini (Firenze) Fasciato di otto pezzi d'argento e di rosso (citato in ASFI) alias Fasciato di sei pezzi d'argento e di rosso (citato in ASFI) alias (DE) In Silber 3 rote Balken (citato in KHIF) alias Di rosso, a due fasce d'argento, e alla bordura dello stesso (citato in ASFI) |
|        | Tedde (Cagliari) Di rosso alla torre quadra, torricellata, addestrata da una tigre al naturale rivoltata, rampante contro la torre (citato in DAlena) |
|        | Tedde (Nulvi) torre quadrata a 2 palchi merlata alla guelfa al naturale accompagnata a sinistra da - una tigre rivolta rampante al naturale contro la torre tutto su rosso (citato in LEOM) |
|        | Tederucci (Firenze) D'argento, allo scaglione di rosso, accompagnato in punta da una lettera M gotica di… (citato in ASFI) |
|        | Tedeschi (Abruzzo) (la blasonatura non è stata ancora caricata) (citato in DAlena) |
|        | Tedeschi (Catania) Titolo: barone della SS. Annunziata di rosso a due bastoni gigliati decussati (citato in PRTS) 2 bastoni gigliati incrociati di oro su rosso (citato in LEOM) |
|        | Tedeschi (Catania) Titolo: barone di Villallegra e di San Todaro di rosso alla fascia d’argento attraversata da due bastoni d’oro gigliati, decussati (citato in PRTS) 2 bastoni gigliati di oro incrociati su fascia di argento su rosso (citato in LEOM) |
|        | Tedeschi o Tedesco (Catania, Messina) Titolo: barone di S, Dimitri, Toscano, Sant’Antonino, di Scittibillini e di San Cono; marchese della Floresta di rosso, alla fascia d’argento, attraversata da due bastoni gigliati d’oro, passati in decusse (citato in Mango e in NBSC) alias di rosso, con due bastoni gigliati di sopra e di sotto d'oro, poste in croce di s. Andrea (citato in NBSC) alias troncato: di rosso e d’azzurro a due bastoni d’oro, gigliati all’estremità e passati in decusse, attraversanti sul tutto (citato in Mango e in NBSC) Corona di barone (Cenno storico in Famiglie nobili di Sicilia (archiviato dall'url originale il 5 marzo 2016).) Ulteriore ragguaglio storico in Famiglie nobili di Sicilia (archiviato dall'url originale il 5 marzo 2016). |
|        | Tedeschi o Tedesco (Catania) 2 bastoni incrociati di argento gigliati di oro sotto - una fascia di argento su rosso (citato in LEOM) |
|        | Tedeschini (Sarteano) (la blasonatura non è stata ancora caricata) (citato in BNDD) Immagine ne L'araldica sarteanese nei secoli. |
|        | Tedesco (Milano) braccio di carnagione uscente da una nuvola di argento muovente dal fianco destro impugnante un albero di pioppo di verde su base quadrata di argento sul cui bordo è inserito il motto in lettere maiuscole di nero "MIT ZEIT" su - seminato di losanghe di oro su rosso (citato in LEOM) |
|        | Tedici (Pistoia, Prato) Partito: nel 1° d'azzurro seminato di stelle a otto punte d'oro; nel 2° di rosso, alla fascia d'oro (citato in ASFI) |

### Teg
| Stemma | Casato e blasonatura |
| ------ | --- |
|        | Tegas o Tegatio o Tegazzo (Pinerolo) D'oro, al capo d'azzurro, carico di tre stelle d'oro, male ordinate (citato in SUBL) |
|        | Teggia Droghi (Sassuolo, Modena) teggia (fienile) di rosso su terrazzo di verde uscente dalla partizione cimata da - 3 stelle (6 raggi) di oro poste in fascia su azzurro - drago rampante nascente dalla partizione di verde su azzurro - palato di oro e di azzurro (citato in LEOM) |
|        | Tegliacci (Siena) D'oro, alla croce fioronata di nero, posta in mezzo a tre stelle a sei punte dello stesso, 2.1 alias D'oro, alla croce fioronata di nero, posta in mezzo a tre stelle a otto punte dello stesso, 2.1 (citato in ASFI)                                                |
|        | Tegrini (Pisa) Di rosso, al lambello a quattro pendenti d'argento, posto in banda (citato in ASFI) |

### Tei
| Stemma | Casato e blasonatura                                                                                          |
| ------ | --- |
|        | Tei (Firenze) D'azzurro, al monte di sei cime d'oro, cimato da un chiodo appuntato d'argento (citato in ASFI) |

### Tel
| Stemma | Casato e blasonatura |
| ------ | --- |
|        | Telamuccio (Siena) D'oro, allo scaglione d'azzurro (citato in ASFI) |
|        | Telesio (Napoli, Cosenza) Titolo: patrizio di Cosenza; barone di Sant'Angelo, Seminara, S. Sostio, Mottafellone; marchese di Telese; principe di Bonifati, S. Agata D'azzurro alla fascia d'oro (citato in NBNA, in PRTS e in BLCL) fascia di oro su azzurro (citato in LEOM) Notizie storiche in Nobili napoletani.                                                                                               |
|        | Telfener (Roma) leone rampante di oro accompagnato in capo da - 2 gigli posti in fascia dello stesso tutto su azzurro (citato in LEOM) D'azzurro, al leone d'oro, lampassato ed immaschito di rosso, accompagnato negli angoli del capo da due gigli d'oro (citato in Enciclopedia Storico-Nobiliare Italiana, vol. 6, p. 567                                                                                      |
|        | Tellarini (Forlì) uccello di nero posato su monte a 3 cime di verde uscente dalla punta su azzurro - 3 stelle (6 raggi) di oro poste in fascia su azzurro in capo - trangla di oro (citato in LEOM) |
|        | Telleri (Firenze) D'azzurro, alla croce di rosso caricata di una stella a otto punte d'oro alias D'azzurro, alla croce di rosso caricata di un tortello di…, sovraccaricato di una stella a otto punte d'oro (citato in ASFI) |
|        | Tellez y Giron (Madrid (Spagna)) castello a 3 torri di oro su rosso - leone rampante di rosso coronato di oro su argento - 3 punte di rosso accollate moventi dalla punta su oro - bordura scaccata di oro e di rosso caricata da 5 scudetti 2 nei fianchi e uno nella punta di azzurro caricati da 5 palle di oro poste in croce di Sant'Andrea (citato in LEOM)                                                  |
|        | Telli (Firenze) Di rosso, al monte di sei cime d'oro, e alla banda attraversante d'azzurro caricata di tre crescenti d'oro volti nel senso della pezza (citato in ASFI) |
|        | Tellini D'azzurro, alla fascia di rosso accompagnata in capo da tre conchiglie d'argento, 1.2, e in punta da tre calzari d'oro, 2.1 (citato in ASFI) |
|        | Tellini Bigoncini (Pisa) Partito: nel 1° d'azzurro, alla fascia di rosso accompagnata in capo da tre conchiglie d'argento, 1.2, e in punta da tre calzari d'oro, 2.1; nel 2° pure d'azzurro, alla fascia d'oro caricata di una bigoncia al naturale e accompagnata in capo da una stella a sei punte d'argento, e in punta da un monte di tre cime dello stesso sostenuto da una divisa d'oro (citato in ASFI)     |
|        | Tellini Bigoncini (Pisa) tino al naturale su fascia partita di rosso e di oro su azzurro - 3 conchiglie di argento poste 1,2 in capo a sinistra e - stella (6 raggi) di argento posta in alto a destra - 3 calzaretti posti 2,1 di oro in basso a sinistra - monte a 3 cime di argento posto su una fascia ristretta di oro in basso a destra (citato in LEOM)                                                     |
|        | Tellucci (San Miniato, Firenze) D'oro, alla banda cucita d'argento sostenente un leone leopardito retroguardante di rosso (citato in ASFI) |
|        | Telò (Soresina) Titolo: nobili d'azzurro, a due braccia, moventi dai fianchi, vestite d'oro con i manichetti bianchi e tenenti con le mani di carnagione un anello d'oro, gemmato nella punta superiore di un rubino circondato di perle, e posto fra due stelle di otto raggi d'oro in palo; con il capo d'oro, all'aquila di nero, coronata del campo (citato in BLCR)                                           |
|        | Teloni (Macerata, Milano, Roma) centauro passante testa rivolta tenente con la destra una freccia posta in banda tutto al naturale su terrazzo di verde uscente dalla punta su azzurro (citato in LEOM) D'azzurro, al centauro al naturale, con la testa rivolta, tenente nella destra un dardo (telo) e movente dalla campagna erbosa di verde (citato in Enciclopedia Storico-Nobiliare Italiana, vol. 6, p. 568 |

### Tem
| Stemma | Casato e blasonatura |
| ------ | --- |
|        | Temperani (Firenze) D'argento, al leone d'azzurro seminato di ruote del campo (citato in ASFI) (DE) In Silber 1 mit vierspeichigen silbernen Rädern bestreuter rotgezungter und rotbewehrter blauer Löwe (citato in KHIF) |
|        | Temperani del Lion Rosso (Firenze) Troncato: nel 1° d'azzurro, al crescente rovesciato d'argento; nel 2° d'argento, al leone d'azzurro (citato in ASFI) |
|        | Tempesti (Empoli, San Miniato, Firenze) D'azzurro, a tre fasce scaccate di due file di nero e d'argento, accompagnate in capo da un lambello a tre pendenti di rosso (citato in ASFI) |
|        | Tempesti (San Miniato) 3 fasce scaccate di nero e di argento (2file) su azzurro sormontate da - lambello a 4 gocce di rosso (citato in LEOM) |
|        | Tempestini (Arezzo) Troncato d'azzurro e d'oro, alla fascia diminuita d'argento passata sulla troncatura, e accompagnata nel primo da un sole d'oro, e nel secondo da una fiamma uscente dalla fascia stessa con lingue di fuoco e tre saette, il tutto di rosso e rivolto verso la punta dello scudo (citato in ASFI) |
|        | Tempestivi (Montefalco) (d'argento, a tre fiamme di rosso ordinate in fascia; al capo d'azzurro caricato di tre stelle maleordinate di otto raggi d'argento) (citato in Degli Abbati) alias (d'argento, a tre fiamme di rosso ordinate in fascia; al capo d'azzurro caricato di tre stelle maleordinate di otto raggi d'argento; il tutto abbassato sotto un capo d'argento, alla croce patente di rosso vuota del campo) (citato in Degli Abbati) |
|        | Tempi (Firenze) Troncato: nel 1° d'oro, all'albero sradicato al naturale movente dalla troncatura; nel 2° fasciato di sei pezzi di rosso e d'oro (citato in ASFI) alias (DE) Unter 1 silbernen Schildhaupt, darin 1 naturfarbener Laubbaum, 5mal rot-gold geteilt (citato in KHIF) |
|        | Tempia (Biella) Troncato, al 1° d'oro, a due foglie di vite, di verde, al 2° di rosso, a una foglia di vite, d'oro (citato in SUBL) Motto: Nec tria |
|        | Tempia (Biella) Troncato, al 1° d'azzurro, all'aquila d'oro, al 2° d'oro, alla ghirlanda, di verde Motto: Nec timeam (citato in SUBL) |

### Ten
| Stemma | Casato e blasonatura |
| ------ | --- |
|        | Tenca (Milano, Como, Varenna) d'azzurro, alla tinca posta in fascia tenente in bocca un ramoscello di mirto, il tutto al naturale (citato in GUCA pag. 545) pesce tinca posto in fascia avente in bocca un ramo di mirto tutto al naturale su azzurro (citato in LEOM) |
|        | Tencaccioli (Sarteano) (la blasonatura non è stata ancora caricata) (citato in BNDD) |
|        | Tenderini (Carrara) Troncato: nel 1° d'azzurro, all'aquila dal volo spiegato di nero, coronata d'oro; nel 2° d'argento, a tre sbarre d'azzurro; con la fascia di rosso passata sulla troncatura e caricata di un leone leopardito d'oro, posto in mezzo a sei triangoli rovesciati di nero, tre a destra e tre a sinistra, ordinati 2.1 (citato in ASFI) leone passante di oro affiancato da 6 triangoli rovesciati di nero posti in 2 gruppi 2,1 su fascia di rosso su troncato di azzurro e di argento - aquila di nero coronata di oro sull'azzurro - 3 sbarre di azzurro sull'argento (citato in LEOM) alias Troncato: nel 1° d'oro, all'aquila dal volo spiegato di nero, coronata dello stesso; nel 2° d'argento, a tre bande di rosso; con la fascia d'argento passata sulla troncatura e caricaata di un leone leopardito al naturale, posto in mezzo a sei triangoli rovesciati di nero, tre a destra e tre a sinistra, ordinati 2.1 (citato in ASFI) |
|        | Tenderini (Massa Carrara, Fivizzano, Lanciano, Roma, Cordoba (Argentina)) Troncato da una fascia d'argento caricata di un leone passante al naturale accompagnato da sei triangoli rovesciati di nero, tre per parte disposti 2, 1: 1° d'oro all'aquila coronata di nero; 2° d'argento a tre bande di rosso (citato in DAlena) leone passante al naturale accompagnato da 6 triangoli rovesciati di nero posti in 2 gruppi 2,1 su fascia di argento su troncato di oro e di argento - aquila coronata di nero sull'oro - 3 bande di rosso sull'argento (citato in LEOM) |
|        | Tendini (Firenze) Di…, alla pianta di arancio di…, incassata di… (citato in ASFI) |
|        | Tenendini (Firenze) Partito di rosso e d'oro, a tre gigli ordinati in palo dell'uno all'altro (citato in ASFI) |
|        | Tenerani (Roma) Troncato: al 1° d'azzurro, all'albero sradicato, di verde ; al 2° di nero, alla spiga di grano d'oro |
|        | Tensini (Crema) inquartato, nel 1º e 4º d'azzurro, mantellato di rosso, ciascun punto caricato di una pigna d'argento, col capo d'oro, all'aquila di nero; nel 2º e 3º d'azzurro, all'albero nodrito nella pianura erbosa e sostenuto da due leoncini affrontati, il tutto al naturale (citato in MONT pag. 48) 3 pigne di argento poste 2,1 su azzurro mantellato di rosso - aquila di nero su oro in capo (sul 1° e 4° quarto) - albero nodrito su terrazzo uscente dalle partizioni accompagnato da - 2 leoncini controrampanti tutto al naturale su azzurro (citato in LEOM) |
|        | Tentoni (Montefalco) (d'argento, all'arpa d'oro accompagnata in capo da tre stelle a otto raggi dello stesso ordinate in fascia) (citato in Degli Abbati) |
|        | Tentorio (Milano) castello a 2 torri merlate alla ghibellina di rosso affiancate da - 2 cavezze (2 strisce di pelle poste in palo unite in alto da una striscia del medesimo curvata) di argento e cimato da - una aquila di nero coronata di oro tutto su oro (citato in LEOM) |

### Teo
| Stemma | Casato e blasonatura |
| ------ | --- |
|        | Teodoli (Forlì, Roma) di rosso, alla ruota d'oro (citato in MONT pag. 156) |
|        | Teodorani Fabbri (Cesena, Torino) acquasantiera su colonna di supporto di rosso su cui posano 2 colombe affrontate al naturale nell'atto di bere tutto su azzurro - fascia di argento su azzurro - monte di argento a 3 cime infiammate uscente dalla fascia - 3 sbarre di argento in basso su azzurro (citato in LEOM) |
|        | Teodorani Fabbri (Cesena, Torino) acquasantiera su colonna di supporto di rosso su cui posano 2 colombe affrontate al naturale nell'atto di bere sormontate da una stella (n raggi) di argento tutto su azzurro - stella di azzurro (n raggi) su fascia di argento su azzurro - monte di argento a 3 cime infiammate uscente dalla fascia - 3 sbarre di argento in basso su azzurro (citato in LEOM)                                                                   |
|        | Teodoro (Napoli, Sorrento, Molise) Titolo: patrizi di Sorrento Di rosso all'aquila col volo abbassato, accompagnata in capo da due stelle di 6 raggi il tutto d'oro con la bordura dentata dello stesso (citato in DAlena e in PRTS) aquila di oro sormontata da - 2 stelle (6 raggi) dello stesso poste in fascia su rosso - bordura inchiavata di oro su rosso (citato in LEOM) Cimiero: una testa di liocorno Motto: Securitatem parit                              |
|        | Teodosi (Siena) D'azzurro, al grifone d'argento e alla banda attraversante di rosso caricata di tre stelle a sei punte d'oro (citato in ASFI) |
|        | Teoduli (Cesena) (la blasonatura non è stata ancora caricata) (citato in BLCW) |
|        | Teotino o Theotino o Tutino (la blasonatura non è stata ancora caricata) |
|        | Teotino (Napoletano) (la blasonatura non è stata ancora caricata) (citato in NBNA) |
|        | Teotino (Tropea) D'azzurro alla sbarra inchiavata d'argento e di rosso alla rosa al naturale attraversante. Il tutto accompagnato in capo da un lambello a tre pendenti di rosso (citato in BLCL) di azzurro alla banda scanalata trinciata di rosso e di argento caricata di una rosa dello stesso stelata e fogliata di verde la banda accompagnata nel capo da un labello di tre pendenti di rosso (citato in BLCL) Immagine e notizie storiche in Tropea Magazine. |

### Tep
| Stemma | Casato e blasonatura |
| ------ | --- |
|        | Teppa o Teppati (Cantoira, Lanzo) D'oro, al sole di rosso, con la campagna di verde, e tre foglie di trifoglio, pure di verde, nutrite nella stessa cima Motto: Coeteris certior (citato in SUBL) |

### Ter
| Stemma | Casato e blasonatura |
| ------ | --- |
|        | Terapelli o Terapello (Casale ?) Trinciato di rosso e d'oro, ciascun punto a una lettera T, dell'uno nell'altro, con il capo d'oro, carico di un'aquila di nero (citato in SUBL) |
|        | Terbecq (Roma) (la blasonatura non è stata ancora caricata) |
|        | Tergolina (Padova) cane levriere sdraiato di oro collarinato di rosso su rosso - 2 stelle (6 raggi) di oro poste in fascia su argento in capo (citato in LEOM) |
|        | Tergolina Gislanzoni Brasco (Padova, Catania, Bologna, Verona, Londra) 3 stelle (6 raggi) di rosso su banda di oro su azzurro - 3 stelle (6 raggi) di rosso su banda di oro su fascia dello stesso su azzurro - lepre al naturale corrente su azzurro (citato in LEOM) |
|        | Teri (Firenze) Di rosso, al castello turrito di tre pezzi d'oro (citato in ASFI) (DE) In Rot 1 dreitürmige goldene Burg (citato in KHIF) castello a 3 torri di oro su rosso aperto e finestrato del campo (citato in LEOM) alias Di rosso, al castello turrito di tre pezzi d'argento (citato in ASFI) |
|        | Teri (Arezzo, Firenze) D'azzurro, al destrocherio di carnagione vestito di rosso, tenente una bilancia d'oro alias D'azzurro, al destrocherio di carnagione vestito di rosso, tenente una bilancia d'oro, con il capo di Santo Stefano (citato in ASFI) |
|        | Teri da Rassina (Firenze) D'azzurro, al destrocherio di carnagione vestito di rosso, tenente una bilancia d'oro (citato in ASFI) |
|        | Teribò (Catanzaro) D'azzurro alla fascia abbassata d'argento sostenente un bue passante dello stesso (citato in BLCL) |
|        | Terlago (Terlago) cane levriere di nero collarinato e di oro a cui è attaccato un sonaglio dello stesso su argento - mezza aquila bicipite di argento uscente da destra coronata di oro su rosso (citato in LEOM) |
|        | Terlis (Sicilia) d'oro, a due bande di rosso (citato in Mango e in NBSC) (Cenno storico in Famiglie nobili di Sicilia (archiviato dall'url originale il 5 marzo 2016).) |
|        | Termine (Palermo, Trapani) Titolo: principe di Casteltermine, Roccapalumba, Baucina; duca di Vatticani; conte di Isnello; barone di Vatticani, Birribaida d'azzurro alla fascia accompagnata da tre stelle poste 2 e 1 il tutto d'oro (citato in PRTS) d'azzurro, alla fascia d'oro, accompagnata da tre stelle dello stesso, poste due al capo ed una in punta (citato in Mango e in NBSC) fascia di oro accompagnata da - 3 stelle (5 raggi) poste 2,1 dello stesso su azzurro (citato in LEOM) (Cenno storico in Famiglie nobili di Sicilia (archiviato dall'url originale il 5 marzo 2016).) Ulteriore ragguaglio storico in Famiglie nobili di Sicilia (archiviato dall'url originale il 5 marzo 2016). |
|        | Ternavasio (Carmagnola) Titolo: signori di Ternavasio Palato d'argento e di nero Motto: Audaces fortuna juvat (citato in SUBL) |
|        | Terni de Gregori (Crema) scaccato di argento e di nero (9 pezzi) - rosso pieno in capo (citato in LEOM) |
|        | Ternibili (Amelia) Di…, mantellato di…, al capo d'Angiò caricato dello scudetto attraversante del Popolo fiorentino (citato in ASFI) |
|        | Terrabianca (Chieri) D'azzurro, alla banda, accompagnata in capo da una stella, in punta da un compasso, il tutto d'oro (citato in SUBL) |
|        | Terracci (Siena) D'azzurro, seminato di rose di…, alla banda attraversante d'argento (citato in ASFI) |
|        | Terracci Voli (Siena) D'azzurro, al volo abbassato d'oro (citato in ASFI) |
|        | Terracina Coscia (Benevento) (la blasonatura non è stata ancora caricata) |
|        | Terragillas (Messina) d'azzurro, al leone leopardito di nero, passante sopra un terrazzo di verde (citato in Mango) |
|        | Terragni (Lombardia) Titoli: Cavalieri ereditari Motto: Serva Fidem Blasonatura: Scaccato d'argento e d'azzurro (Stemma e titoli citati nell' Istituto Araldico di Roma.) |
|        | Terrassan o Terrazzan o Terrazzani (Monaco, Nizza) Titolo: baroni di Berra Inquartato, al 1° e 4° d'azzurro, alla torre, con la guardiola e con i muri di cinta, sormontata da tre stelle, ordinate in fascia, il tutto d'oro; al 2° e 3° di rosso, al maschio di fortezza, d'argento, con la banda d'azzurro, in divisa, scorciata e attraversante Motto: Time Deum (citato in SUBL) |
|        | Terrella (Sicilia) Titolo: barone d'argento, al monte roccioso di verde (citato in Mango e in NBSC) Corona di barone (Cenno storico in Famiglie nobili di Sicilia (archiviato dall'url originale il 12 maggio 2009).) |
|        | Terriesi (Firenze) Di rosso, al monte di sei cime d'oro, cimato da una colonna d'argento sostenente una colomba dello stesso tenente nel becco un ramoscello di verde (citato in ASFI) |
|        | Terrosi (Firenze) D'azzurro, a tre rami di rosaio al naturale, 2.1, accompagnati in capo da una cometa d'oro (citato in ASFI) |
|        | Terrosi Vagnoli dello Scelto (Firenze) cometa a 8 raggi di oro ondeggiante in palo accompagnata da - 3 rose di rosso fogliate e stelate di verde poste 2,1 tutto su azzurro (citato in LEOM) |
|        | Tersenghi (Velletri) luna di argento racchiusa in un - triangolo vuoto di oro accompagnata in capo da - 3 stelle (5 raggi) dello stesso poste 1,2 tutto su azzurro (citato in LEOM) |
|        | Terucci (Siena) D'azzurro, allo scaglione accompagnato in capo da due gigli e in punta da una ghirlanda, il tutto d'oro (citato in ASFI) |
|        | Terza (Catanzaro) D'argento al monte all'italiana di tre cime di verde uscente dalla punta e sostenente un tronco d'albero dello stesso su cui posa un uccello di nero. Il tutto accompagnato in capo da tre stelle a otto punte d'azzurro (citato in BLCL) |
|        | Terzaghi (Lombardia) Titolo: conti Cinque punti d'oro, equipollenti a quattro di rosso alias D'argento, alla punta di rosso, con tre gigli, 2, 1, dell'uno nell'altro alias Cinque punti d'oro, equipollenti a quattro d'azzurro (citato in SUBL) |
|        | Terzagho (la blasonatura non è stata ancora caricata) (citato in DAlena) |
|        | Terzi o Terzo (Napoli, Sicilia) Titolo: conte, nobile, col predicato di Castelpizzuto D'argento alla banda di rosso accompagnata da 3 rose dello stesso poste 2 nel canton sinistro del capo ed 1 nel cantone destro della punta (citato in PRTS) d'argento, alla banda di rosso, accompagnata da tre rose dello stesso, due in fascia nel canton sinistro del capo e una nel canton destro della punta (citato in Mango) |
|        | Terzi (Compiano) (la blasonatura non è stata ancora caricata) (citato in DAlena) |
|        | Terzi (Montefalco) (la blasonatura non è stata ancora caricata) (citato in Degli Abbati) |
|        | Terzi (Borgo di Terzo, Bergamo, Forlì, Milano) aquila di nero rivolta su oro - semipartito troncato di argento di rosso e di nero su scudetto su - croce patente partita e troncata di argento e di nero accantonata da - aquila bicipite di nero su oro - leone rampante al naturale su azzurro (citato in LEOM) |
|        | Terzi (Borgo di Terzo, Bergamo, Forlì, Milano) troncato di oro caricato di una aquila di nero e di semipartito troncato di argento di rosso e di nero tutto su scudetto su - aquila bicipite di nero su oro - su leone rampante al naturale su azzurro (citato in LEOM) |
|        | Terzi (Borgo di Terzo, Bergamo, Forlì, Milano) semipartito troncato di argento di rosso e di nero - aquila di nero su oro in capo (citato in LEOM) |
|        | Terzi (Parma) troncato di argento e di rosso (citato in LEOM) |
|        | Terzi (Parma) troncato di argento e di rosso - aquila di nero su oro in capo (citato in LEOM) |
|        | Terzi (Napoli) banda di rosso accompagnata da - 2 rose poste in fascia in alto a destra e una in basso a sinistra dello stesso su argento (citato in LEOM) |
|        | Terzi (Barbarano di Salò, Brescia) semipartito troncato di argento di rosso e di nero - capo d'Impero (citato in LEOM) |
|        | Terzi (Borgo di Terzo, Bergamo, Forlì, Milano, Brescia) semipartito troncato di argento di rosso e di nero (citato in LEOM) |
|        | Terzi (Cesena) (la blasonatura non è stata ancora caricata) (citato in BLCW) |
|        | Terzolli (Firenze) D'azzurro, alla fascia accompagnata in capo da una stella a otto punte e in punta da due gigli affiancati, il tutto d'oro (citato in ASFI) |
|        | Terzus (Toscana) (DE) In Rot 1 eintürmige goldene Burg mit rotem Tor (citato in KHIF) |

### Tes
| Stemma                | Casato e blasonatura |
| --------------------- | --- |
|                       | Tesei (Ascoli Piceno, Pesaro) braccio destro uscente da destra vestito di rosso afferrante con la mano di carnagione un ramo di pino fruttato di un pezzo tutto al naturale su azzurro (citato in LEOM) |
|                       | Tesi (Fiesole) Troncato d'oro e d'azzurro, alla fascia diminuita di rosso passata sulla troncatura e sostenente un'aquila di nero coronata del campo posta nel primo, e accompagnata nel secondo da un castello al naturale, fondato sulla campagna d'argento caricata di due bande di rosso (citato in ASFI) |
|                       | Tesi (Pistoia) fascia di rosso su troncato di oro e di azzurro - aquila di nero coronata di oro posta sulla fascia sull'oro - castello a una torre al naturale sull'azzurro posto su - campagna di argento caricata di 2 bande di rosso (citato in LEOM) |
|                       | Tesio o Thesio (Cavallerleone) Titolo: conti di Valloria Troncato, al 1° d'azzurro, a tre stelle (10), d'argento, ordinate in fascia; al 2° di rosso, al braccio armato, tenente una palma, al naturale (citato in SUBL) |
|                       | Tesio (Carmagnola) D'argento, a tre tizzoni di verde, infiammati di rosso, impugnati (da tre mani di carnagione) alias D'argento, a tre tizzoni di verde, infiammati di rosso, uno in palo e due decussati, con il capo d'azzurro, carico di una cometa, d'oro alias D'argento, a tre tizzoni di verde, infiammati di rosso, impugnati da tre mani di carnagione, con il capo d'azzurro, carico di tre stelle, d'oro Motto: Chi la dura la vince (citato in SUBL) |
|                       | Tesserin (Chioggia) (la blasonatura non è stata ancora caricata) |
|                       | Tessi (Pistoia) Di…, al leone di…, posato sul terreno di… e tenente un ramo di… (citato in ASFI) |
|                       | Tessier Troncato, d'azzurro, a tre stelle d'oro, e di rosso, cucito, alla torre d'argento (citato in SUBL) |
|                       | Testa (Pescia) Di…, alla testa di leone di… (citato in ASFI) |
|                       | Testa (Anagni, Firenze) D'argento, alla banda di rosso, accompagnata superiormente da una cometa di…, e inferiormente da una testa di moro rivolta di nero; il tutto abbassato sotto il capo d'azzurro, caricato di due stelle a sei punte d'oro alias D'argento, alla banda di rosso, accompagnata superiormente da una cometa di…, e inferiormente da una testa di moro rivolta di nero; il tutto abbassato sotto il capo d'azzurro, caricato di tre stelle a sei punte d'oro alias D'azzurro, alla sbarra d'argento, accostata superiormente da una cometa d'oro sormontata da tre stelle a otto punte dello stesso, ordinate in capo, e accompagnata inferiormente da una testa di moro di nero (citato in ASFI) |
|                       | Testa (Palermo, Napoli) Titolo: conte del Sacro Romano Impero D'oro all'aquila bicipite di nero linguata di rosso, coronata all'imperiale caricata in cuore da uno scudetto d'argento alla croce d'azzurro con 5 mezzelune montanti d'oro (citato in DAlena) 5 lune montanti di argento poste in croce su croce di azzurro su scudetto di argento su - aquila bicipite di nero coronata da una sola corona reale di oro su oro (citato in LEOM) alias d'oro all'aquila bicipite di nero, linguata di rosso coronata all'imperiale (una corona reale su ciascuna testa e una corona imperiale sull'aquila), carica di uno scudetto d'argento, alla croce d'azzurro caricata di cinque crescenti montanti d'argento (citato in PRTS) 5 lune montanti di argento poste in croce su croce di azzurro su scudetto di argento su - aquila bicipite di nero coronata su ambo le teste di una corona reale di oro foderata di rosso sormontata da un'altra corona reale dello stesso tutto su oro (citato in LEOM) |
|                       | Testa (Avigliana) Titolo: signori di Borgomasino, Castruzzone, Forno di Lemie, Lemie; consignori di Avigliana, Usseglio Di rosso, al leone d'oro alias D'azzurro, allo scaglione accompagnato da tre gigli, il tutto d'oro, con il capo del secondo, carico di tre teste di leone, di rosso, ordinate in fascia Motto: In adversis animosus (citato in SUBL) |
|                       | Testa (Napoli) Titolo: marchesi di Calamandrana D'oro, all'aquila bicipite, di nero, linguata di rosso, coronata all'imperiale, caricata, in cuore, da uno scudetto d'argento, alla croce d'azzurro, sovraccaricata da cinque crescenti, del campo (citato in SUBL) |
|                       | Testa (Savigliano) D'oro, alla testa di leone, di rosso, strappata (citato in SUBL) |
|                       | Testa Troncato d'azzurro e d'oro, alla fascia di rosso (citato in SUBL) |
|                       | Testa (Cherasco) Di […], al leone di […] (citato in SUBL) |
|                       | Testa (Bra) D'oro, a tre teste d'uomo di carnagione, bendate d'argento, male ordinate (citato in SUBL) |
|                       | Testa (Messina, Palermo) Titolo: nobile; conte del S. R. I. d'oro alla testa di cinghiale di nero, armata d'argento (citato in PRTS) d'oro, alla testa di cignale di nero, difesa d'argento (citato in Mango e in NBSC) testa di cinghiale di nero armata di argento su oro (citato in LEOM) alias d'oro, all'aquila bicipite di nero, linguata di rosso, coronata all'imperiale, caricata in cuore da uno scudetto d'argento, alla croce d'azzurro, caricata di cinque mezzelune del campo montanti (citato in Mango e in NBSC) (Cenno storico in Famiglie nobili di Sicilia (archiviato dall'url originale il 12 maggio 2009).) Ulteriore ragguaglio storico in Famiglie nobili di Sicilia (archiviato dall'url originale il 12 maggio 2009). |
|                       | Testa (Roma) (la blasonatura non è stata ancora caricata) |
|                       | Testa (Parma) testa umana al naturale in maestà coronata di argento su rosso - 3 tralci di vite in sbarra di rosso posti in fascia fogliati di verde su argento (citato in LEOM) |
|                       | Testa (San Vito Romano, Roma) sbarra di argento su azzurro - 3 stelle (8 raggi) di oro poste in fascia in alto a sinistra accompagnate in basso da - una cometa dello stesso posta nel senso della pezza - testa di moro al naturale attorcigliata di argento di profilo in basso a destra (citato in LEOM) |
|                       | Testa di Marsciano (Orvieto, Roma) aquila di nero coronata di oro su oro - 3 ghirlande di alloro di verde poste in fascia su argento - 3 gigli di oro posti 2,1 su rosso (citato in LEOM) |
|                       | Testa Fochi (Moncalvo) Inquartato, al 1° e 4° di Fochi, al 2° e 3° di […], a tre teste d'aquila coronata, di nero, male ordinate (citato in SUBL) |
|                       | Testa Piccolomini (Roma) (la blasonatura non è stata ancora caricata) |
|                       | Testadoro o Testore ? (Casale) D'azzurro, alla fascia d'oro, con un busto d'uomo appoggiato al bordo superiore della fascia, accompagnato da tre stelle, due in capo e una in punta, il tutto d'oro (citato in SUBL) |
|                       | Testaferrata e Testaferrata Bonichi Asciak (Malta) Titolo: marchesi D'argento, al toro furioso, di rosso, con il capo d'oro, cucito, carico di un'aquila, di nero, coronata del campo, nascente dalla partizione Motto: Non nisi per ardua (citato in SUBL) |
|                       | Testaferrata (Napoli, Pisa, Malta, Messina) Titolo: marchese di San Vincenzo, cavaliere del S.R.I. (Sacro Romano Impero), patrizio di Messina d'argento al toro infuriato di rosso, al capo d'oro con l'aquila spiegata di nero e linguata di rosso Motto: Non nisi per ardua (citato in PRTS) |
|                       | Testaferrata (Valletta (Malta), Sliema (Malta)) toro rampante furioso di rosso su argento - aquila nascente di nero coronata di oro su oro in capo (citato in LEOM) |
| disegno da correggere | Testaferrata (Messina) Titolo: marchese d'argento, al toro furioso di rosso, col capo dello scudo d'oro, all'aquila nascente spiegata di nero, linguata di rosso, imbeccata d'oro (ramo Testaferrata di San Vincenzo Ferreri) (citato in Mango e in NBSC) alias Partito: nel primo d'argento, al toro furioso di rosso, col capo dello scudo d'azzurro, caricato da tre stelle d'oro; nel secondo, d'azzurro, al capriolo d'oro accompagnato da tre stelle dello stesso (ramo Testaferrata Abela) (citato in Mango e in NBSC) (Cenno storico in Famiglie nobili di Sicilia (archiviato dall'url originale il 12 maggio 2009).) |
|                       | Testaferrata (Sicilia) D'azzurro, con un cavallo passante d'oro, col capo del secondo caricato da un'aquila nascente di nero (citato in NBSC) (Cenno storico in Famiglie nobili di Sicilia (archiviato dall'url originale il 12 maggio 2009).) |
|                       | Testard (Firenze) D'azzurro, a tre pesci d'argento natanti l'uno sull'altro (citato in ASFI) |
|                       | Testasecca (Caltanissetta, Roma) Titolo: conte d'azzurro alla fascia d'oro accompagnata in capo da un'aquila dello stesso, ed in punta di una testa e collo reciso di un levriere, sormontata da tre mezze lune, la centrale rovesciata, il tutto d'argento (citato in PRTS) d'azzurro, alla fascia d'oro, accompagnata in capo da un'aquila dello stesso, in atto di spiccare il volo; in punta da una testa e collo reciso di cane levriere, sormontato da tre lunette ordinate in fascia, le laterali montanti, la mediana rovesciata, il tutto d'argento (citato in Mango e in NBSC) fascia di oro su azzurro - aquila sorante di oro in capo - testa di cane levriero sormontata da - 3 lune poste in fascia la centrale rovesciata le laterali montanti tutto di argento in basso (citato in LEOM) Motto: Contigit ex merito (citato in PRTS) (Cenno storico in Famiglie nobili di Sicilia (archiviato dall'url originale il 12 maggio 2009).)                                                       |
|                       | Testi (Parma) 3 stelle (8 raggi) di oro su scaglione di azzurro su oro - 3 teste maschili di giovani in maestà al naturale poste 2,1 su oro (citato in LEOM) |
|                       | Testini (Pescia) D'azzurro, alla testa virile di carnagione, posta in profilo, coronata di lauro e vestita di rosso (citato in ASFI) (DE) In Blau 1 linksgewendete rotbekleidete naturfarbene Mannsbüste, bekränzt mit 1 grünen Lorbeerkranz (citato in KHIF) |
|                       | Testone (Biella, Torino) D'azzurro, alla fascia di rosso, orlata d'oro, doppio dentata, accompagnata da tre bisanti, d'argento Motto: Dat pondera virtus (citato in SUBL) |

### Tet
| Stemma | Casato e blasonatura |
| ------ | --- |
|        | Tetamo o Tetano (Sicilia) di rosso, a tre sbarre d'oro (citato in Mango e in NBSC) (Cenno storico in Famiglie nobili di Sicilia (archiviato dall'url originale il 12 maggio 2009).) |
|        | Tettoni (Novara) Titolo: signori di Carpignano, Ghemme Fasciato d'oro e d'azzurro di sei pezzi, con il capo d'oro, carico di un'aquila coronata, di nero alias D'azzurro, a due fasce d'oro, con il capo d'oro, carico di un'aquila di nero, linguata di rosso, coronata del campo (citato in SUBL) |
|        | Tettù o Testù (Fossano) Titolo: conti di Camburzano D'argento, all'albero di verde, con la fascia d'oro, attraversante e carica di tre leoncini, di rosso Motto: Vis leonis - In pace paratus (citato in SUBL)                                                                                      |

### Teu
| Stemma | Casato e blasonatura                                              |
| ------ | ----------------------------------------------------------------- |
|        | Teuffenbach (Austria) 2 fasce di nero su argento (citato in LEOM) |

### Th
| Stemma | Casato e blasonatura |
| ------ | --- |
|        | Thaon (Fiesole) Partito: nel 1° d'azzurro, alla croce di rosso; nel 2° pure d'azzurro, all'uccello (gru) rivolto d'argento, sinistrato dalla lettera maiuscola A dello stesso (citato in ASFI) |
|        | Thaon (Lantosca, Torino) Titolo: conti di Pralungo, Revel, St. André; consignori di Sarola / duchi con il predicato del Mare; nobili dei marchesi; nobili dei conti di Sant'Andrea con Revel; nobili dei signori di Castelnuovo; nobili dei conti di Pralungo D'azzurro, al capro d'oro, nascente da un mare d'argento, fluttuoso di verde, guardante una stella d'oro, posta nel cantone destro del capo, e tenente nella bocca una serpe, di nero, squamata d'argento Motto: Et sapienti prodest (citato in SUBL) |
|        | Thaon o Taone (Lantosca) Troncato d'azzurro e d'argento, con la fascia di rosso, sulla partizione, carica di un tonno, d'argento, e accompagnata in capo da tre stelle, d'oro, in fascia, e in punta da tre rose, di rosso, pure in fascia alias Troncato, al 1° d'azzurro, a tre stelle d'oro, male ordinate, al 2° d'argento a tre rose, di rosso, bottonate d'oro, con la fascia di rosso, sulla partizione, carica di un tonno, d'argento, squamoso di nero (citato in SUBL) |
|        | Thaon o Thaon di Revel (Roma, Torino) capro di oro rampante nascente da un mare di argento fluttuoso di verde tenente in bocca un serpente di nero mirante - stella (5 raggi) di oro in alto a sinistra tutto su azzurro (citato in LEOM) |
|        | Thavuli (Tropea) (LA) campum ceruleum subter tres montes virides et super montem Pinum cum aquila nidificante (citato in BLCL) Notizie storiche in Tropea Magazine. |
|        | Thea (Castelletto Molina) Titolo: conti di Castelletto Molina D'azzurro, alla croce di rosso, orlata d'oro, accantonata da quattro stelle (6) d'oro, con il capo d'oro, carico di un'aquila coronata, di nero alias D'azzurro, alla croce patente e scorciata, di rosso, orlata d'oro, accantonata da quattro stelle (6) d'oro, con il capo d'oro, carico di un'aquila coronata, di nero Motto: Sola virtus astra petit (citato in SUBL) |
|        | Theine (Vicenza, Pesaro) palo controdentato (increspato) di argento su azzurro (citato in LEOM) |
|        | Thellung (Svizzera, Francia, Torino, Milano, Genova) Titolo: nobili; conti; predicato de Courtelary Inquartato, al 1° e 4° di rosso, alla banda d'argento, carica di tre foglie di tiglio del campo, il ramo in basso, al 2° e 3° di rosso, al leone nascente d'oro, sul tutto, di rosso, alla banda di verde, caricata di un diamante sfaccettato, al naturale (alias rombo d'oro) (citato in SUBL) |
|        | Thellung de Courtelary (Genova) diamante sfaccettato al naturale (arme antica losanga di oro) su banda di verde su scudetto di rosso su - 3 foglie di tiglio di verde su banda di argento su rosso - su leone rampante nascente dalle partizioni di oro su rosso (citato in LEOM) |
|        | Theodoli (Roma) ruota a 5 raggi di oro su rosso (citato in LEOM) |
|        | Theodosii o Anastasii (Stafilo, Venezia) (la blasonatura non è stata ancora caricata) (citato in UNFE) |
|        | Thesauro o Tesauro (Fossano, Torino) Titolo: conti di Aisone, Meano, Monasterolo; consignori di Beinasco, Ceva, Nucetto, Salmour D'argento, alla punta d'azzurro (citato in SUBL) punta di azzurro su argento (citato in LEOM) alias Inquartato, al 1º e 4º d'oro, all'aquila bicipite coronata, di nero; al 2º e 3º di rosso, al castello d'argento; e sul tutto d'argento, alla punta d'azzurro (citato in SUBL) punta di azzurro su scudetto di argento su - aquila bicipite coronata di nero su oro - castello a 3 torri di argento uscente dalla partizione su rosso (citato in LEOM) alias D'argento, all'aquila bicipite di nero, coronata sulle due teste, membrata e rostrata d'oro, sostenuta da una punta d'azzurro, carica di un castello di tre torri, la centrale più alta, d'argento Motto: Bello et paci (citato in SUBL) |
|        | Theseo o Reseo o Tesio (Villafranca Piemonte, Carmagnola, Racconigi) Titolo: baroni Di rosso, all'aquila coronata d'oro, rostrata ed armata d'azzurro, sormontata da una stella, pure d'azzurro, cucita alias Di rosso, all'aquila coronata d'oro, rostrata ed armata d'azzurro, sormontata da una stella d'argento Motto: Hoc numine ducta (citato in SUBL) |
|        | Thodesco (Asolo) Troncato da una fascia di rosso; nel 1° d'oro all'aquila bicipite di nero; nel 2° d'argento (citato in DAlena) |
|        | Thoemmel (Gorizia, Graz (Austria)) castello di oro torricellato di un pezzo aperto di rosso e finestrato di nero su roccia al naturale uscente dalla punta affiancato in alto da 2 teste di leone in maestà di oro tutto su scudetto di azzurro su - testa di leone al naturale in maestà coronata di oro su azzurro - 2 bastoni incrociati di rosso merlati solo inferiormente sormontati da - 2 teste di moro affrontate al naturale attorcigliate di argento su oro - braccio sinistro di carnagione uscente da sinistra tenente una lancia da torneo di oro posta in palo su rosso - leone rampante di oro su terrazzo di verde uscente dalla punta su azzurro (citato in LEOM) |
|        | Tholosano o Tolosano (Fossano) Titolo: baroni di Valgrisanche D'oro, alla sirena al naturale, di due code (citato in SUBL) sirena in maestà tenente con ambo le braccia le 2 code alzate tutto al naturale su oro (citato in LEOM) alias Una sirena, tenente con la mano un delfino, con l'altra un giglio (citato in SUBL) |
|        | Thomacelli (Tropea) (LA) campum rubrum et fasciam variis efficiebus coloris nigri et argentei (citato in BLCL) Notizie storiche in Tropea Magazine. |
|        | Thomas (Molise) (la blasonatura non è stata ancora caricata) (citato in DAlena) |
|        | Thomas de Colmar (Fiesole, Parigi (Francia)) Partito: nel 1° troncato, a/ scaccato d'argento e di rosso, b/ d'argento, all'albero al naturale nodrito sul terreno dello stesso e sostenuto da due capri di nero; nel 2° d'azzurro, all'uccello (pellicano) dal volo levato d'oro, seminato di ferite sanguinose di rosso; il tutto racchiuso nella bordura di rosso caricata di otto croci di sant'Andrea scorciate d'oro, 1.2.2.2.1 (citato in ASFI) scaccato di rosso e di argento (4file) - albero di pino di verde nodrito su terrazzo dello stesso affiancato da 2 capre controrampanti di nero su argento - pellicano con il suo nido di argento e la sua pietà di rosso su azzurro - bordura di rosso caricata di 8 crocette di Sant'Andrea di oro (citato in LEOM)                                                                |
|        | Thomasi (Roma) (la blasonatura non è stata ancora caricata) |
|        | Thomasis (Siena, Trento) troncato di rosso incappato di azzurro e di azzurro - 2 stelle (8 raggi) di oro sull'incappato - 2 pali di oro inclinati a destra sull'azzurro accompagnati sulla sinistra da 2 stelle (8 raggi) di oro (citato in LEOM) |
|        | Thomassin (Francia) D'azzurro alla croce nodosa d'oro (citato in DAlena) |
|        | Thomeo o Tomeo (Messina) d'azzurro vestito di rosso e bordato d'oro, caricato nel capo da due gigli e nel cuore da un leone, il tutto del terzo (citato in Mango) |
|        | Thomeo (Tropea) (LA) campum ceruleum in medio bracchium manu plena dante aliquid alicui (citato in BLCL) Notizie storiche in Tropea Magazine. |
|        | Thossello (Moncalieri) Troncato, semi partito, di nero, di rosso e d'argento (citato in SUBL) |
|        | Thouvenot (Lorena, Torino) Inquartato, al 1° e 4° d'oro, al 2° e 3° d'azzurro, con il serpente disposto in cerchio e che si morde la coda, passante dall'uno all'altro Motto: Prudentia simplex (citato in SUBL) |
|        | Thun Hohenstein (Udine, Trento, Roma, Firenze) Fascia di argento su scudetto di rosso su - banda di oro su azzurro - mezza aquila bicipite di rosso uscente dalla partizione su argento - fascia di argento su nero (citato in LEOM) |

### Tib
| Stemma | Casato e blasonatura |
| ------ | --- |
|        | Tibaldai (Cesena) (la blasonatura non è stata ancora caricata) (citato in BLCW) |
|        | Tibaldeo di argento, alla fascia d'azzurro, accompagnata da due T maiuscole, all'antica, di nero (citato in DOLF vol. III pag 270) |
|        | Tibaldeo o Tibaldè (San Salvatore Monferrato) Titolo: conti di Rolasco; consignori di Celle Partito, al 1° d'oro, all'aquila coronata, di nero; al 2° d'argento, alla fascia d'azzurro, accompagnata, in capo e punta, da due T, di nero (citato in SUBL) |
|        | Tibaldeschi o Tebaldeschi (Roma, Monferrato) Titolo: consignori di Murisengo, (Occimiano?), Rivalta, Tonengo, Villadeati Bandato d'oro e di rosso, con il capo del secondo, carico di una rosa, d'argento, e sostenuto da una fascia, d'oro (arma antica) (citato in SUBL) alias Bandato d'oro e di rosso, con il capo del secondo, carico di una rosa, d'argento (citato in SUBL) alias Fasciato d'argento e di rosso, con il capo del secondo Motto: Sola fides (citato in SUBL) |
|        | Tibaldeschi (Roma) bandato di oro e di rosso - rosa di argento su rosso in capo - trangla di oro (citato in LEOM) |
|        | Tibaldeschi (Roma) (la blasonatura non è stata ancora caricata) |
|        | Tibaldi (Casale) D'azzurro, al castello d'argento (?) (citato in SUBL) |
|        | Tibaldi (Baldissero di Saluzzo) Troncato, al 1° d'oro, all'aquila coronata, di nero, al 2° d'azzurro, alla fede di carnagione, accompagnata da sei stelle d'oro, 3, 2, 1 (citato in SUBL) |
|        | Tibaldini (Cesena) (la blasonatura non è stata ancora caricata) (citato in BLCW) |
|        | Tibertelli (Ferrara) 3 stelle (6 raggi) di oro su fascia di azzurro bordata di oro su rosso - in capo e in punta 3 losanghe di oro poste in doppia fascia di cui la centrale superiore caricata da una aquila di nero coronata di oro (citato in LEOM) |
|        | Tiberti-Visdomini (Cesena) (la blasonatura non è stata ancora caricata) (citato in BLCW) |
|        | Tiburzi (Pisa) Troncato: nel 1° di verde, alla corona di tre fioroni e due punte d'oro; nel 2° d'oro, al ramo di rosaio di verde, fiorito e bocciolato di rosso (citato in ASFI) |

### Tic
| Stemma | Casato e blasonatura |
| ------ | --- |
|        | Ticchioni (Perugia) 2 simboli zodiacali : lo scorpine e la bilancia di nero su fascia di argento su troncato di rosso e di azzurro - sole di oro sul rosso - fascio di grano (covone) di oro sull'azzurro (citato in LEOM) |
|        | Ticci (Firenze) D'oro, alla banda d'azzurro caricata di tre gigli del campo posti nel senso della pezza, e accompagnata da due rose di rosso, 1.1 (citato in ASFI) |
|        | Ticci (Firenze) Di…, al capro saliente di…, e alla banda diminuita attraversante di…, caricata di tre stelle a sei punte di… (citato in ASFI) |
|        | Ticci (Prato) D'azzurro, alla fascia di rosso bordata d'oro e caricata di tre crescenti montanti dello stesso (citato in ASFI) |
|        | Ticciati (Firenze) D'azzurro, alla banda interzata nel senso della pezza d'argento, di nero e d'oro, sormontata da una stella a sei punte d'oro (citato in ASFI) alias D'azzurro, alla banda interzata nel senso della pezza d'argento, di nero e d'oro, sormontata da una stella a otto punte d'oro (citato in ASFI) alias D'azzurro, alla banda interzata nel senso della pezza di verde, di nero e d'oro, sormontata da una stella a sei punte d'oro (citato in ASFI) alias D'azzurro, alla banda interzata nel senso della pezza di verde, di nero e d'oro, sormontata da una stella a otto punte d'oro (citato in ASFI) (DE) In Blau 1 2mal grün-schwarz-gold schräggeteilter Schrägbalken, oben begleitet von 1 achtstrahligen goldenen Stern (citato in KHIF) |
|        | Ticciati o Ticciati del Lion d'Oro (Toscana) (DE) In Blau 1 2mal rot-grün-gold geteilter Balken, oben begleitet von 1 achtstrahligen goldenen Stern (citato in KHIF) |
|        | Tici (Pistoia) Di rosso, al leone d'oro tenente un giglio dello stesso; con il capo cucito d'Angiò (citato in ASFI) |

### Tid
| Stemma | Casato e blasonatura |
| ------ | --- |
|        | Tidi o Titi (Firenze) scaccato di rosso e di oro (4file) - 3 rose di rosso su banda di argento su azzurro (citato in LEOM) Troncato: nel 1° scaccato di rosso e d'oro di 4 file; nel 2° di azzurro, alla banda d'argento carica di 3 rose di rosso (citato in Enciclopedia Storico-Nobiliare Italiana, vol. 6, p. 603 |

### Tie
| Stemma | Casato e blasonatura |
| ------ | --- |
|        | Tiepolo d'azzurro, al corno ducale d'argento, foderato di nero (citato in MONT pag. 122) |
|        | Tiepolo (Venezia, L'Aquila) Inquartato: 1° e 4° di rosso alla mezz'aquila bicipite d'argento armata e coronata d'oro movente da sinistra e tenente con l'artiglio sinistro un giglio dello stesso caricante il petto dell'aquila; 2° e 3° d'azzurro al castello d'argento finestrato di nero, a tre torri banderuolate. Sul tutto d'azzurro alla stoffa d'argento attorcigliata come corno dogale (citato in DAlena) corno dogale di argento su scudetto di azzurro su - 2 mezze aquile bicipiti di argento uscenti dalla partizione destra coronate di oro su rosso e caricate sul petto da un giglio di oro - castello a 3 torri banderuolate tutto di argento su azzurro (citato in LEOM) Cimiero: corno dogale |
|        | Tiepolo (Venezia) (la blasonatura non è stata ancora caricata) |
|        | Tieri (Lucca, Pisa) Inquartato decussato d'azzurro e d'oro, al palo scorciato contromerlato attraversante di rosso (citato in ASFI) |

### Tif
| Stemma | Casato e blasonatura                                                                                    |
| ------ | --- |
|        | Tifi (Firenze) Partito d'argento e di nero, al rincontro di capro dell'uno all'altro (citato in ASFI)   |
|        | Tifi (Firenze) Palato di otto pezzi di rosso e di vaio, alla banda attraversante d'oro (citato in ASFI) |

### Tig
| Stemma | Casato e blasonatura |
| ------ | --- |
|        | Tigliamochi (Firenze) Di rosso, a cinque filetti in banda d'argento alias Di rosso, a tre gemelle in banda d'argento alias D'azzurro, al palo d'oro (citato in ASFI)                                                                                |
|        | Tignosi (Pisa) Di rosso, al leone d'oro alias Di rosso, al leone d'oro, con il capo di Santo Stefano (citato in ASFI) |
|        | Tignosi (Sicilia) Titolo: barone di Mirreti, Agliastri, Grambruti, Boschetti di rosso con un leone coronato d'or (citato in NBSC) Corona di barone (Cenno storico in Famiglie nobili di Sicilia (archiviato dall'url originale il 12 maggio 2009).) |
|        | Tigrini (Arezzo) D'azzurro, alla banda contromerlata di rosso, accompagnata in capo da una stella a sei punte d'oro e in punta da un leopardo al naturale (citato in ASFI)                                                                          |

### Til
| Stemma | Casato e blasonatura |
| ------ | --- |
|        | Tilli (Pisa) D'azzurro, alla croce di sant'Andrea di rosso, accantonata nel 1° da una lettera T d'oro, e negli altri punti da tre stelle a sei punte dello stesso (citato in ASFI) |

### Tim
| Stemma | Casato e blasonatura |
| ------ | --- |
|        | Timera (Sicilia) Titolo: barone d'oro, al leone di rosso tenente una palma verde (citato in Mango e in NBSC) Corona di barone (Cenno storico in Famiglie nobili di Sicilia (archiviato dall'url originale il 12 maggio 2009).) |
|        | Timolini (Cesena) (la blasonatura non è stata ancora caricata) (citato in BLCW) |
|        | Timoni (Lombardia) palo di nero su oro (citato in LEOM) |

### Tin
| Stemma | Casato e blasonatura |
| ------ | --- |
|        | Tinacci (Firenze) D'azzurro, alla banda doppiomerlata d'oro, accompagnata da due stelle a otto punte dello stesso, 1.1 (citato in ASFI) |
|        | Tinacci (Firenze) Di nero, al cane rampante d'argento, collarinato di rosso (citato in ASFI) |
|        | Tinelli (Siena) D'argento, alla croce di sant'Andrea d'azzurro caricata di un crescente montante d'oro posto nel cuore e di quattro stelle a sei punte dello stesso, una per ciascun braccio (citato in ASFI) |
|        | Tinelli (Milano, Lavemo, Bombello) 3 pozzi di oro murati di nero posti 1,2 un sull'altro su argento - liocorno rampante nascente di argento da un pozzo di oro murato di nero su azzurro (citato in LEOM) |
|        | Tinghi (Pistoia) Trinciato cuneato d'argento e di rosso, a una rosa di rosso nel primo e un'ape montante d'oro nel secondo (citato in ASFI) |
|        | Tinghi (Firenze) Trinciato d'argento e di rosso (citato in ASFI) |
|        | Tinghi o Tinghi dello Scelto (Toscana) (DE) In Blau 1 rotgezungter und rotbewehrter silberner Drache (citato in KHIF) |
|        | Tiniozzi (Firenze) Di nero, alla banda d'argento (citato in ASFI) |
|        | Tinivella (Ivrea) Di rosso, a tre sbarre d'oro, con il capo d'oro, carico di un'aquila volante, di nero, coronata del campo (citato in SUBL) |
|        | Tinivella (Torino) Inquartato d'oro, d'azzurro, di rosso e d'argento, alla vela distesa dell'uno nell'altro, sostenuta da un pennone partito di rosso e d'argento, tenuto da una mano di carnagione Motto: Humilitas (citato in SUBL) |
|        | Tino (Abruzzo) (la blasonatura non è stata ancora caricata) (citato in DAlena) |
|        | Tinozzi (Velletri) rosa araldica a 5 petali di oro fogliata di 3 foglie dello stesso poste in pergola su azzurro (citato in LEOM) |
|        | Tinti o Del Tinto (Abruzzo) (la blasonatura non è stata ancora caricata) (citato in DAlena) |
|        | Tinti (Benevento) testa di moro al naturale di profilo attorcigliata di argento su argento (citato in LEOM) |
|        | Tinti (Ancona, Bari) fascia di rosso su troncato di azzurro e di oro - stella (8 raggi) di oro accompagnata verso il basso da 2 gigli dello stesso posti in fascia sull'azzurro - albero sradicato al naturale sull'oro (citato in LEOM) |
|        | Tinti (Portogruaro) sole raggiante di oro su azzurro - giglio di giardino di argento stelato e fogliato di verde su rosso - aquila di nero su oro (citato in LEOM) |
|        | Tinti (Cremona) d'argento, alla banda di rosso; con il capo dell'Impero (citato in BLCR) |
|        | Tinti di Cagli (Benevento) Titolo: nobili di Cagli d'argento alla testa di moro al naturale alla fascia del campo (citato in PRTS) |
|        | Tinto (Napoletano) Titolo: nobile di Sulmona d'azzurro al semivolo destro spiegato d'oro (arma antica) (citato in NBNA) alias troncato, nel 1° d'oro alla colomba al naturale, accostata da due rami di palma di verde, abbassata sotto il capo d'azzurro al sole d'oro nascente nel canton destro, su una fascia diminuita dello stesso attraversante sulla ripartizione; nel 2° d'azzurro alle tre cotisse d'oro (citato in NBNA) Notizie storiche in Nobili napoletani. |

### Tio
| Stemma | Casato e blasonatura                                                                               |
| ------ | -------------------------------------------------------------------------------------------------- |
|        | Tiorini o Ardenghi (Modena, Ferrara) (la blasonatura non è stata ancora caricata) (citato in UNFE) |
|        | Tiozzo (Chioggia) (la blasonatura non è stata ancora caricata)                                     |

### Tip
| Stemma | Casato e blasonatura |
| ------ | --- |
|        | Tipaldo (Venezia, Cefalonia (Grecia)) leone rampante di oro coronato dello stesso alla reale fra - 2 colonne di argento con base e capitelli di oro tutto su terrazzo di verde uscente dalla punta su azzurro - la zampa sinistra posteriore del leone è incatenata alla colonna di destra (citato in LEOM) |

### Tir
| Stemma | Casato e blasonatura |
| ------ | --- |
|        | Tiraboschi (Val Brembana) D'azzurro, ad un albero terrazzato di verde, accostato da due orsi al naturale, affrontati e controrampanti; col capo di rosso, all'aquila bicipite d'argento (citato in Stemmi della Val Brembana (archiviato dall'url originale il 6 gennaio 2013).) alias Di rosso, all'aquila d'argento (citato in Stemmi della Val Brembana (archiviato dall'url originale il 6 gennaio 2013).)                                                             |
|        | Tiranti o Tiranty (Saorgio) Titolo: nobil Troncato indentato, d'azzurro e d'oro, il 1° alla freccia coricata in fascia, sormontata da tre stelle, ordinate in fascia, il tutto d'oro, il 2° al leone di rosso, tenente un caduceo di nero, alato di rosso, posto in sbarra (citato in SUBL e in ARCN) Cimiero: il leone col caduceo, del campo, nascente Motto: Suadet vel cogit                                                                                           |
|        | Tirati (Firenze) D'argento, al destrocherio di carnagione, vestito di rosso, uscente in palo da una nube d'argento posta in punta, e tenente una spada al naturale, nell'atto di colpire un drago di verde, lampassato e illuminato di rosso, volante dal cantone destro del capo (citato in ASFI) |
|        | Tirelli (Napoli, Cosenza) Titolo: patrizi di Cosenza troncato in arco d'azzurro e d'argento alla fascia centrata d'oro sulla troncatura (citato in GUCA pag. 123, in VVCH pag. 116) Spaccato d'azzurro e d'argento, alla fascia centrata d'oro, attraversante sulla partizione (citato in DAlena) troncato d'azzurro e d'argento alla fascia arcuata in divisa d'oro (citato in PRTS) fascia convessa di oro su troncato convesso di azzurro e di argento (citato in LEOM) |
|        | Tirelli (Catanzaro, Cosenza) d'azzurro alla fascia d'argento (citato in DAlena e in BLCL) |
|        | Tirelli (Parma) drago alato passante di oro su rosso (citato in LEOM) |
|        | Tirelli (Parma) leone rampante accompagnato da 4 rotelle di sperone poste nei 4 angoli dello scudo tutto di oro su azzurro (citato in LEOM) |
|        | Tirelli (Reggio Emilia, Bologna) Troncato: nel primo d'azzurro a due olmi sostenenti due tirelle di vite, fruttata di sette pezzi di nero; nel secondo di rosso, alla campagna di verde con una biga montata da un auriga il tutto al naturale, le briglie d'argento e d'oro. (citato in LEOM) |
|        | Tirelli (Cesena) (la blasonatura non è stata ancora caricata) (citato in BLCW) |
|        | Tiretta (Treviso, Trebaseleghe) 3 stelle (6 raggi) poste in banda trinciate di argento e di rosso su trinciato di rosso e di argento (citato in LEOM) |
|        | Tiriolo (Catanzaro) d'azzurro alla colonna d'argento attorcigliata da un serpente di verde; il tutto accostato da due stelle a otto punte d'oro (citato in BLCL) |
|        | Tirnabuoni (Firenze) (la blasonatura non è stata ancora caricata) (citato in DAlena) |
|        | Tirrio o Tirio (Scamagno, Torino) D'azzurro, troncato da un filetto d'oro, sopra un leopardo d'argento sormontato da una stella d'oro, sotto tre bisanti d'argento, ordinati in banda, e accostati da due bande d'oro Motto: In utraque fortuna (citato in SUBL) |

### Tis
| Stemma | Casato e blasonatura |
| ------ | --- |
|        | Tisetti o Tizeto o Tissetti (Ivrea) Di rosso, a tre rastrelli d'oro, uno sull'altro, quello di mezzo di cinque denti, gli altri di quattro denti, con il capo d'oro alias D'azzurro a tre fasce di rosso, cucite, ondate, con il capo d'oro (citato in SUBL) |
|        | Tisma (Fossano) Di rosso, al braccio vestito d'argento, tenente con la mano di carnagione una stella (6) pure d'argento, accostata da due altre stelle (6), disposte in sbarra, con il capo d'argento, carico di un'aquila di nero (citato in SUBL)          |
|        | Tisoni (Lombardia) 3 fiaccole (tortori di paglia di nero accesi) poste in banda un sull'altra di nero accese in alto e ai fianchi di rosso su argento (citato in LEOM)                                                                                       |

### Tit
| Stemma | Casato e blasonatura |
| ------ | --- |
|        | Titi (Ravenna) d'azzurro, al leone d'oro, tenente con le branche una torcia dello stesso, accesa e fumante di rosso, col capo d'oro, all'aquila spiegata di nero (citato in MONT pag. 95) |
|        | Titi (Sansepolcro, Pisa, Livorno, Firenze) Troncato: nel 1° scaccato di rosso e d'argento; nel 2° d'azzurro, alla banda d'argento caricata di tre rose di rosso (citato in ASFI) alias (DE) Unter 1 silber-rot geschachten Schildhaupt in Blau 1 silberner Schrägbalken, belegt mit 3 roten Rosen (citato in KHIF) |
|        | Titi (Cesena) (la blasonatura non è stata ancora caricata) (citato in BLCW) |
|        | Tittamansi o Tettamansi (Messina) di rosso, al bue passante d'argento, col capo dello scudo d'oro, all'aquila spiegata di nero (citato in Mango) |

### Tiu
| Stemma | Casato e blasonatura                                                                               |
| ------ | -------------------------------------------------------------------------------------------------- |
|        | Tiurini o Ardenghi (Modena, Ferrara) (la blasonatura non è stata ancora caricata) (citato in UNFE) |
|        | Tiurini o Ardenghi (la blasonatura non è stata ancora caricata) (citato in UNFE)                   |

### Tix
| Stemma | Casato e blasonatura |
| ------ | --- |
|        | Tixon (Napoli) Titolo: nobili inquartato: 1° di verde al guerriero a cavallo con la lancia in destro al naturale; 2° d'azzurro a cinque lettere G d'oro in decusse, racchiudente la sigla I.N.E.O.S.; 3° d'azzurro a cinque gigli d'oro ordinati in decusse; 4° di rosso alla sbarra d'oro ingollata da due teste di coccodrillo d'argento; nel capo 1° d'oro all'aquila coronata di nero; 2° di rosso al castello fondato sopra una roccia finestrato di nero, il tutto d'oro; 3° di verde al moro nudo incatenato al collo la catena agganciata al destro del capo, al naturale (citato in PRTS)       |
|        | Tixon (Napoli) guerriero armato con lancia in resta rivolto al naturale su verde - 5 lettere G maiuscole di oro poste in croce di Sant'Andrea su azzurro - 5 gigli di oro posti in croce di Sant'Andrea su azzurro - sbarra di oro ingolata da 2 teste di coccodrillo di argento su rosso - capo interzato in palo - 1) aquila coronata di nero ali abbassate (volo) su oro - 2) castello di oro a una torre su roccia al naturale uscente dalla partizione su rosso - 3) moro nudo incatenato al collo da una catena che parte dell'angolo superiore sinistro in maestà tutto su verde (citato in LEOM) |

### Tiz
| Stemma | Casato e blasonatura |
| ------ | --- |
|        | Tizi (Pisa, Firenze) Partito: nel 1° d'azzurro, a sei quadrati d'oro, 3.2.1; nel 2° d'argento, al leone di rosso e alla banda attraversante d'oro caricata di tre gigli d'azzurro posti nel senso della pezza; il tutto abbassato sotto il capo dell'Impero (citato in ASFI) |
|        | Tizoni (Cesena) (la blasonatura non è stata ancora caricata) (citato in BLCW) |
|        | Tizzone o Tizzoni (Vercelli) Titolo: marchesi di Crescentino, Rive, Tricerro; conti di Cherasco, Desana, Lignana; signori di Balzola, Bianzè, Caresana, Carpenetto, Castellazzo, Fontanetto, Masserano, Neive, Pertengo, Stroppiana; consignori di Moriondo, Ponzano, Salabue, S. Genuario, Serralunga Palato di rosso e di argento, con il capo d'oro, carico di un'aquila coronata, di nero alias Inquartato, al 1º e 4º d'argento, a tre pali, di rosso; al 2º e 3º d'argento, a tre tizzoni, due di verde e quello di mezzo di nero, accesi di rosso e posti in banda; con il capo d'oro, carico di un'aquila coronata, di nero alias Inquartato, al 1º e 4º d'oro, all'aquila coronata, di nero; al 2º e 3º palato di rosso e d'argento; e sul tutto d'argento, a tre bastoni noderosi, di nero, infiammati di rosso, uno sull'altro, in banda alias Inquartato, al 1° e 4° d'oro all'aquila sorante di nero, dal volo abbassato, tenente fra gli artigli un tizzone di verde, infiammato di rosso, posto in banda, al 2° e 3° palato di rosso e d'argento, con il capo d'oro, all'aquila di nero, con il volo abbassato Motto: Nihil deterius familiari inimico (citato in SUBL) |
|        | Tizzoni d'azzurro, a tre tizzoni di nero, posti in banda ed accesi di rosso, nel capo e ai lati (citato in MONT pag. 166) |
|        | Tizzoni di argento al tizzone di nero, scorciato, accostato da due tizzoni di verde, tutti accesi di rosso (citato in SPRE vol. 2, p. 444) |
|        | Tizzoni d'argento a tre pali di rosso, col capo d'oro, carico dell'aquila coronata, di nero (citato in SPRE vol. 2, p. 444) |
|        | Tizzoni (Firenze) D'argento, a tre bande d'azzurro caricate di quattro leoni leoparditi d'oro, posti nel senso della pezza, uno sulla prima banda, due sulla seconda e uno sulla terza (citato in ASFI) (DE) In Silber 3 blaue verbreiterte Schrägbalken, der mittlere am Rand senkrecht zur Figur belegt mit 2, die äußeren mit je 1 rotbewehrten schreitenden goldenen Löwen (citato in KHIF) |
|        | Tizzoni (Vercelli) 3 tizzoni di nero accesi di rosso posti un sull'altro in banda su scudetto di argento su - aquila di nero coronata dello stesso su oro nel 1° e 4° quarto - palato di oro e di rosso nel 2° e 3° quarto (citato in LEOM) inquartato: nel 1º e 4º d'oro, all'aquila di nero coronata del campo; nel 2º e 3º palato d'oro e di rosso; sul tutto d'argento, a tre tizzoni di nero accesi di rosso, posti in banda l'uno sull'altro |